# Lejeunea calcarea
Lejeunea calcarea là một loài Rêu trong họ Lejeuneaceae. Loài này được Lib. mô tả khoa học đầu tiên năm 1820.